# Reino de Macedonia
El Reino de Macedonia, también llamado Imperio macedonio (en griego antiguo: Μακεδονία; en griego: Μακεδονία y Βασίλειο της Μακεδονίας; en latín, Macedonia antiqua), fue un antiguo reino griego en la periferia de la Grecia arcaica y clásica de la antigüedad clásica y de la helenística, en el norte de la actual Grecia, bordeada por el Reino de Epiro en el oeste y la región de Tracia en el este. Este territorio coincide en buena parte con las regiones griegas contemporáneas de las periferia de Macedonia Occidental y Macedonia Central.
Este reino se consolidó durante el siglo V a. C. y experimentó un importante ascenso de su poder durante el siglo IV a. C. con el gobierno de Filipo II, que convirtió Macedonia en la principal potencia de Grecia. Su hijo Alejandro Magno (Alejandro III) conquistó la mayor parte del mundo conocido, inaugurando el período helenístico de la historia griega.
Macedonia se divide tradicionalmente en dos grandes regiones, la Alta y la Baja Macedonia. Era un país de trigo y pastos, de aldeanos y jinetes, y con una costa marítima reducida. Los historiadores creen que sus habitantes eran griegos de dialecto dórico, al igual que los de la región de Epiro, Rodas y el Peloponeso, y que hablaban un dialecto griego muy cercano al de estas regiones.

## Antecedentes históricos
Según los investigadores e historiadores, es muy complejo llegar a saber con toda exactitud el origen de estos pueblos asentados en esta zona geográfica. Algunos antiguos los llamaban bárbaros, usando como en tantas ocasiones un criterio cultural. Su procedencia es incierta y de gran complejidad. Se sabe que se agrupaban en ciudades-estado y cada una tenía su propio rey. El grueso de la población eran pastores que cuidaban el ganado de los nobles. Estos últimos eran además grandes cazadores y buenos guerreros. El historiador griego Tucídides (c. 460 a. C.-400 a. C.) describe a estos pobladores como gente que constituía un conjunto de pueblos dispersos, en cada uno de los cuales se había implantado una monarquía y que desarrollaban un intenso movimiento de masas. Luchaban y competían entre sí, de manera que la historia de su consolidación está llena de alianzas y conflictos entre los diversos grupos y reyes aspirantes a la hegemonía. En algún momento de la Historia se elaboró una leyenda, según la cual, los macedonios proceden de un hijo del dios Zeus llamado Macedón. De esta manera, el gran Alejandro sería descendiente de los Eácidas y de Heracles, orígenes plenamente helénicos.
La arqueología también tiene su palabra sobre este pueblo macedonio. Han salido a la luz tumbas reales que datan de finales del siglo VI a. C., llenas de ricos ajuares y valiosas obras de arte de tradición griega. Según Tucídides, el solar de los macedonios sería la zona más montañosa al oeste de la Alta Macedonia, Elimea, Oréstide y Lincestis, donde se establecieron en el siglo VIII a. C.

## Historia
Los macedonios comenzaron a expandirse, a partir del 650 a. C., hacia las llanuras costeras, quizás debido a la presión demográfica que afectó a todo el norte de los Balcanes, ejercida por los cimerios sobre los tracios al este, y por los ilirios al oeste. En su avance, ocuparon primero Pieria y ganaron una salida al mar por el golfo Termaico. Seguidamente avanzaron hacia Ematia y desplazaron a los botieos. La conquista de la llanura de Ematia convirtió a parte de la etnia macedonia de ganadera en agricultora. Allí fundaron su capital, Egas y, a partir del siglo V a. C., Pela. Después conquistaron las regiones de Almopia y Eordea. Más tarde cruzaron el Axio y sometieron la región entre este río y el Estrimón (Migdonia) y la ciudad de Antemunte, y las regiones de Crestonia y Bisaltia. La expansión de los macedonios había concluido a finales del siglo VI a. C. y el reino emergió a principios del siglo V a. C. ya plenamente constituido, aunque con una estructura arcaica y laxa.
Macedonia dispuso, entonces, de un territorio que casi duplicaba al de Tesalia, unos 30 000 km² frente a 15 000; la densidad de población no era muy alta y tampoco era muy elevado el número de habitantes. Parte de los pueblos conquistados por los macedonios fueron expulsados o exterminados, pero otra parte permaneció y se asimiló a los macedonios. La comunidad de los pueblos macedonios reunía a todos los territorios que reconocían la autoridad del rey. Macedonia era un reino dotado de una estructura muy poco centralizada y se componía de dos partes esenciales:
- por un lado, la arché del rey de Macedonia de la dinastía argéada, es decir, la Baja Macedonia y la Migdonia, que estaban sometidas al control directo del soberano.
- por otro, los pueblos de la Alta Macedonia que conservaban cada uno su propio rey o dinasta; como los lincestas.[5] Aliados y sometidos al rey, no formaban parte de su arché y el rey no ejercía una autoridad directa sobre ellos. Cuando la autoridad real era débil, los príncipes de la Alta Macedonia tendían a convertirse prácticamente en monarcas independientes, a desarrollar una política propia y contraria a los Argéadas, y establecer vínculos de solidaridad con sus vecinos ilirios al oeste del Pindo.

Los objetivos básicos del rey de Macedonia eran asegurar, en primer lugar, la estabilidad dinástica; en segundo lugar, controlar a los dinastas dependientes de la Alta Macedonia, y por último, consolidar las fronteras del reino ante ilirios, tracios y calcídicos y, en menor medida, epirotas y peonios.
Durante el siglo V a. C., los reyes de Macedonia completaron la conquista de Pieria con la ciudad de Negotino, que nunca había sido dominada totalmente y se hicieron con el control de las minas de plata del monte Disoro, al norte de Bisaltia, en el Estrimón, que rendían un talento diario.
Fue entonces cuando se creó la leyenda que vinculaba a los reyes de Macedonia con Heracles y Argos. Se difundió asimismo la cultura griega con la presencia de Heródoto y Helánico de Lesbos en Macedonia, la participación en los Juegos Olímpicos, la vinculación con los santuarios de Díon, Dodoni, Delfos, Olimpia, etc.
A pesar de todos los conflictos dinásticos, los reyes consiguieron controlar las tendencias separatistas de la Alta Macedonia (Lincestis), y mantener la independencia frente a las amenazas bárbaras (persas, ilirias), las apetencias atenienses y calcídicas y las presiones espartanas.

### Filipo II

Extensión del reino de Macedonia a la muerte de Filipo.
Ciudad (fecha de ocupación)
Guarnición macedonia
Batallas importantes
Reino de Macedonia
Territorios dependientes
Territorios de los molosos
Tesalia
Miembros de la liga de Corinto
Estados neutrales
Imperio persa

Cuando llegó al poder Filipo II, su empeño en expandir Macedonia y su capacidad militar pronto lo llevaron a lograr grandes éxitos. Inmediatamente asentó el poder de la monarquía Macedonia tanto dentro como fuera de sus fronteras. En el interior, acabó con los pretendientes que lo veían como un usurpador y dominó a los príncipes de las regiones altas (Lincestia (alrededor de Heraclea), Eilimia (en el valle del río Haliacmón) y Orestida) (cerca de Kastoriá). En el exterior, venció a una coalición de peonios e ilirios en 358 a. C., con lo que Filipo amplió sus dominios tierra adentro hasta el lago Ócrida.
Luego aprovechó la guerra Social (o guerra de los Aliados) de 357-355 a. C. para expandirse. En 357 a. C. tomó la colonia ateniense de Anfípolis, que controlaba las minas de oro del monte Pangeo, reteniéndola a pesar de las promesas de devolvérsela a los atenienses. Ese mismo año, Filipo se casó con la princesa Olimpia de Epiro, hija del rey de Molosia. En el 356 a. C. conquistó Pidna y a continuación Potidea, ciudad que entregó a la Liga Calcídica en contra de los intereses de Atenas. Tras derrotar a una nueva coalición de tracios, ilirios y peonios, apoyada por Atenas, Filipo se sintió lo suficientemente fuerte como para postergar a su sobrino, dejarse de ficciones y proclamarse rey de Macedonia, con el nombre de Filipo II.

### El Imperio

Extensión del Imperio de Macedonia durante el gobierno de Alejandro Magno, incluyendo ruta de conquista.

Su hijo Alejandro Magno continuó la labor. Las ciudades griegas, encabezadas por Atenas y Tebas, se volvieron a alzar contra Macedonia, y Alejandro dio resueltamente pruebas de su fuerza militar: atravesó Tesalia, sometiéndola (ya había sido conquistada por Filipo), y venció a los griegos tomando y destruyendo Tebas. Atenas se vio obligada así a acatar su poder. Se hizo nombrar Hegemon, título que ya había ostentado su padre y que lo situaba como gobernador de toda Grecia.
Consolidada así la hegemonía macedónica, Alejandro se dispuso a cumplir el último proyecto de su padre Filipo II, conquistar el Imperio persa. Y efectivamente, Alejandro conquistó el Imperio persa, incluyendo Anatolia, Siria, Fenicia, Judea, Gaza, Egipto, Bactriana y Mesopotamia, y amplió las fronteras de su propio imperio hasta la región del Punjab. Antes de su muerte, Alejandro había hecho planes para conquistar Arabia, así como planes para girar hacia el oeste y conquistar Europa. También quería continuar la marcha hacia oriente para encontrar el fin del mundo, ya que su tutor durante su niñez, Aristóteles, le había contado historias sobre el lugar donde la Tierra acababa y empezaba el Gran Mar Exterior. Alejandro integró extranjeros en su ejército y administración, lo que ha sido definido por algunos historiadores como una «política de fusión». Favoreció el matrimonio entre miembros de su ejército y extranjeras, y lo practicó él mismo. Tras doce años de campañas militares continuas, Alejandro murió inesperadamente sin haber proyectado un plan de sucesión y sin que ninguno de sus posibles herederos tuvieran la capacidad de gobernar tan vasto imperio. Su hermano Arrideo era de escasas facultades mentales y espíritu débil, su esposa Roxana todavía no había dado a luz al posible heredero. El mismo día de la muerte de Alejandro se reunieron sus soldados y sus generales para deliberar la sucesión pero no se consiguió nada.
Los generales del ejército macedonio los llamados diádocos (διαδοχος) o sucesores o herederos eran poderosos y ambiciosos y ninguno quiso estar sometido al otro. Todos querían el poder absoluto por lo que optaron por repartirse el gran imperio; eran treinta y cuatro en total; cinco de ellos se repartieron los territorios conquistados por Alejandro que se fueron convirtiendo en pequeños reinos y no dejaron nunca de luchar entre ellos. Se sabe que Alejandro había dicho en una ocasión: «Mis generales me harán funerales sangrientos».
Los protagonistas de los primeros tiempos fueron los comandantes Pérdicas y Meleagro, con sus intrigas y maniobras. También el gran general Antígono, Antípatro (o Antípater) el último general que quedaba de la época de Filipo II, y más tarde los hijos de ambos Demetrio y Casandro.

### Decadencia
Durante los siguientes veinte años no hubo más que peleas entre ellos. En un principio se contentaron con llamarse gobernadores, esto fue en espera de la mayoría de edad del hijo de Alejandro, pero ya en el 306 a. C. tomaron el título de rey. Se repartieron el imperio de la siguiente manera:
- Asia Menor para Antígono Monoftalmos. Era el que tenía más poder y más extensión de tierras.
- Egipto para Ptolomeo, cuya dinastía fue la más estable de todas.
- Tracia para Lisímaco.
- Babilonia y Siria para Seleuco.
- Grecia, y Macedonia para Antípater.

Antígono pretendió desde un principio ser el único y soñó con la gran unidad del imperio de Alejandro. Pero los generales Ptolomeo, Lisímaco y Seleuco no se lo consintieron y le declararon la guerra. Antígono fue vencido y muerto en la Batalla de Ipso (en Frigia, centro de Asia Menor) en el 301 a. C.
Después de los viejos generales, gobernaron los llamados epígonos (επιγονος), los nacidos después o sucesores. La lucha entre ellos para obtener el poder y la hegemonía duró casi cincuenta años, hasta el 281 a. C. en que murió el último de los diádocos, Seleuco.
En el año 281 a. C. el gran imperio estaba dividido en tres grandes estados:
- Macedonia (Dinastía antigónida).
- Asia (Dinastía seléucida).
- Egipto (Dinastía ptolemaica).

### Las guerras macedónicas

Macedonia durante el reinado de Filipo V.

A finales del siglo III a. C., Macedonia era aún la gran potencia dominante en el Mediterráneo Oriental. Su ejército, descendiente directo del de Alejandro Magno, aún era temido, al igual que su estilo de combate, que enfatizaba las armas combinadas pero cargaba mucha mayor responsabilidad sobre el poder de la falange que nunca hiciera (o hubiera hecho) Alejandro. Mientras otras naciones como Roma preferían la movilidad y la flexibilidad, la falange macedonia se caracterizó por ser la más rígida de las formaciones militares.

#### Primera guerra macedónica
La primera guerra macedónica fue el primero de los tres conflictos militares que enfrentaron al Reino de Macedonia con la República romana. La guerra se libró entre 214 a. C. y 205 a. C., y se inició como consecuencia del acercamiento entre Filipo V de Macedonia y Aníbal; tanto que aquel estuvo cerca de tomar parte en la segunda guerra púnica en apoyo de Cartago.

#### Segunda guerra macedónica
En el año 200 a. C., siendo ya Roma la potencia dominante de Italia y el Mediterráneo Occidental, Rodas y Pérgamo le pidieron ayuda contra las continuas agresiones macedónicas en los Dardanelos y Egipto. La atención de Roma se volvió hacia el Egeo y sus antiguas rencillas con Filipo V de Macedonia.
Roma exigió a Macedonia su retirada completa de Grecia. Filipo accedió en parte, pero quiso mantener el control sobre las ciudades de Demetrio I de Macedonia, en Tesalia; Calcis, en Eubea; y Corinto, en Acaya; a las que el rey conocía como «Grilletes de Grecia».
Una delegación griega fue enviada a Roma, para dar al Senado una lección de geografía helena. Las negociaciones terminaron en un callejón sin salida. Sin embargo, como resultado, el Senado envió al cónsul Tito Quincio Flaminino, al mando de dos legiones más 6000 infantes y 300 jinetes aliados para expulsar a Filipo de Grecia. Comenzaba la segunda guerra macedónica.
Tras una serie de combates en todo el territorio griego, los ejércitos de Filipo y Flaminino se encontraron en la batalla de Cinoscéfalos (197 a. C.). El rey macedonio fue derrotado, debiendo firmar un tratado de paz por el que abandonaba sus pretensiones sobre Grecia. Al mismo tiempo, un segundo ejército macedonio era derrotado por Átalo I, rey de Pérgamo, en Asia Menor.

#### Tercera guerra macedónica
La tercera guerra macedónica (171 a. C.-168 a. C.) fue una contienda entre Roma y el rey Perseo de Macedonia.

## Instituciones

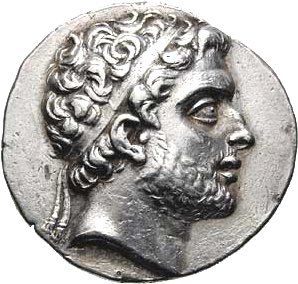
Filipo V de Macedonia.

La cabeza del gobierno de Macedonia era el rey (Basileos).  Antes del reinado de Filipo II, la única institución existente era la monarquía. Al menos desde el reinado de Filipo II, el rey era asistido por pajes reales ("basilikoi paides"), guardaespaldas (somatophylakes), compañeros (hetairoi), amigos ("philoi"), una asamblea que incluía a miembros del ejército y magistrados (durante el periodo helenístico). Se carece de pruebas sobre la medida en que cada uno de estos grupos compartía la autoridad con el rey o si su existencia tenía una base en un marco constitucional formal.

### La corte real
El primer gobierno conocido de la antigua Macedonia fue el de su monarquía, que duró hasta el año 167 a. C., cuando fue abolida por la República romana. La monarquía hereditaria macedonia existió por lo menos desde la época de la Grecia arcaica, con raíces aristocráticas en la civilización micénica. Tucídides escribió que en épocas anteriores Macedonia estaba dividida en pequeñas regiones tribales, cada una con su propio rey menor. Las tribus de la Baja Macedonia finalmente se unieron bajo el liderazgo de un gran rey que ejerció su poder sobre los reyes menores de la Alta Macedonia. La línea directa de sucesión de padre a hijo se rompió con el asesinato de Orestes de Macedonia en el año 396 a. C. (supuestamente por su regente y sucesor Aéropo II de Macedonia), nublando la cuestión de si la primogenitura era la costumbre establecida o si existía un derecho constitucional para que una asamblea del pueblo o del ejército eligiera otro rey. No está claro si los hijos varones de las reinas o las consortes macedonias tuviesen preferencia sobre los demás, debido al ascenso al trono de Arquelao I de Macedonia; hijo de Pérdicas II de Macedonia con una mujer esclava. Aunque aparentemente el acceso al trono de Arquelao se dio luego de asesinar al heredero natural designado por su padre.

### Distritos regionales (merides)
La creación de un escalón administrativo territorial intermediario entre el poder central y las ciudades debe probablemente ser atribuida a Filipo II: esta reforma corresponde a la necesidad de adaptar las instituciones políticas a la considerable extensión del reino bajo su reinado. No era posible entonces reunir fácilmente al conjunto de los macedonios en una sola asamblea primaria, y la creación de cuatro distritos regionales, cada uno provisto de una asamblea era la respuesta aportada a este problema. No se trataba de divisiones territoriales que recortaran los grupos tribales, sino de un recorte administrativo artificial. Sin embargo, hace falta subrayar que la existencia de estos distritos no está en realidad atestiguada realmente (por la numismática) más que a partir del comienzo del siglo II a. C.
Los distritos eran los siguientes en la época antigónida, donde su número de orden es suministrado por la numismática :
- Primera méris: Anfípolis o la Parastrimonia y Paroria. El distrito debe su nombre a la única ciudad en hacer una contribución al levantamiento nacional macedonio a finales del siglo V a. C. Sus habitantes no helenizados eran reclutados en unidades distintas, llamadas bisaltias, mientras que los reclutados de Anfípolis, Filipos y Oesymé integraban la falange. La política de los reyes macedonios era no mezclar a los soldados heleno hablantes con los macedonios en el seno de las unidades.
- Segunda méris: Anfajítida. Su frontera era el río Axio el oeste y el Estrimón al este; la capital era Tesalónica.
- Tercera méris: Botiea  Correspondía a Pieria y Emacia, en el corazón del histórico reino macedonio, así como la región litoral comprendida entre el Axiós y el Peneo; la capital era Pella.
- Cuarta méris: Alta Macedonia. Reunía a Lincestis, Tinfea y Atintania. La Oréstida salió muy pronto del reino propiamente dicho. En la época romana, la capital estaba en Pelagonia.

La primera función de estos distritos era la de servir de base territorial de reclutamiento para el ejército.
La existencia de una moneda propia en estos distritos suponía una autonomía financiera e instituciones políticas propias (mal conocidas). Según las inscripciones, puede pensarse que cada méris disponía de una asamblea primaria que reunía a todos los macedonios de la región, y elegía anualmente un strategos, magistrado epónimo, cuya doble función era representar a la asamblea y al poder central, especialmente en materia militar.
Estas asambleas continuaron existiendo en época romana, y se convirtieron en las principales asambleas primarias de Macedonia, después de la supresión de la Asamblea común.

### Las finanzas públicas
El rey era simplemente el guardián y administrador del tesoro de Macedonia y del suyo propio (βασιλικά), pues realmente este pertenecía a los macedonios, y los tributos que pagaban los pueblos derrotados también iban para el pueblo macedonio. Incluso si el rey no llevaba la administración de las sumas del reino, se sentía responsable de defenderlas: Arriano cuenta que durante el motín de los soldados de Alejandro en Opis (324 a. C.), este detalló las posesiones que su padre tenía cuando murió para probar que no había hecho un uso abusivo de las mismas.
Se sabe por Livio y Polibio que el basiliká tenía ingresos de las siguientes actividades económicas:

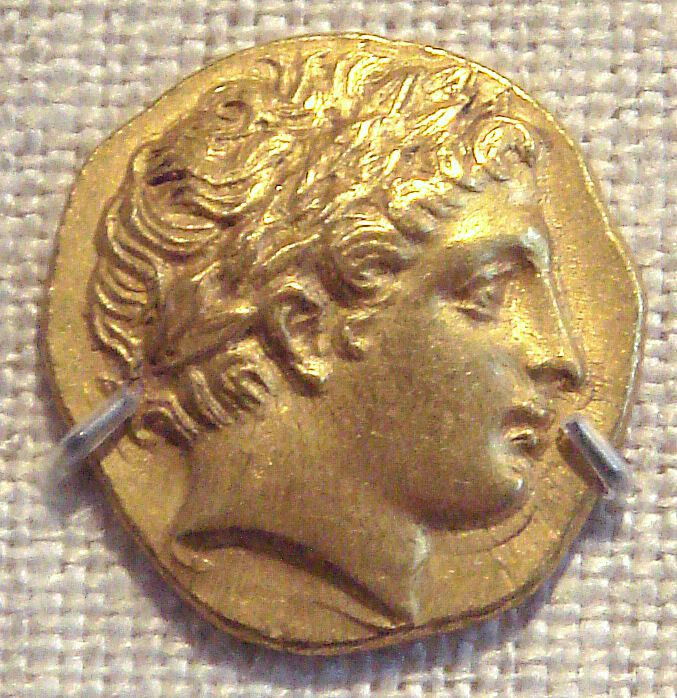
Moneda de Filipo II.

- Las minas de oro y plata (por ejemplo, las del Pangeo), que pertenecían exclusivamente al rey, y que le permitían acuñar moneda, un privilegio también único del rey hasta el reinado de Filipo V, quien concedió a las ciudades y distritos el derecho a acuñar monedas de menor valor, por ejemplo, de bronce.
- Los bosques, cuya madera fue muy apreciada por las polis griegas que la usaban para construir sus barcos. De hecho, se sabe que Atenas hizo tratados comerciales con Macedonia en el siglo V a. C. para importar la madera necesaria para la construcción y el mantenimiento de su flota de guerra.
- Las tierras conquistadas, que se anexionaban al reino y que el rey explotaba directamente, en particular a través de esclavos que obtenían de los prisioneros de guerra, o indirectamente a través de un sistema de arrendamiento.
- Aduanas en el comercio (impuestos de importación y exportación).

La forma más común de explotar estas fuentes de riqueza era por arrendamiento: Aristóteles, en su "Económica", cuenta que Amintas III (o quizá Filipo II) dobló las aduanas con la ayuda de Calístrato, que se había refugiado en Macedonia, y que rentaban de 20 a 40 talentos cada año. Para conseguir esto, todos los años se elegía como oferta para la explotación privada de las aduanas la más alta. También se sabe por Livio que las minas y los bosques se arrendaban por una suma acordada durante el reinado de Filipo V, y parece ser que lo mismo ocurrió bajo la dinastía argéada: puede que el sistema de arrendamiento del Egipto ptolemaico tenga aquí su origen.
Excepto las propiedades del rey, la tierra de Macedonia era libre: los macedonios eran hombres libres y no pagaban impuestos por terrenos privados. Incluso los tributos extraordinarios que pagaban los atenienses en tiempos de guerra no existían. Hasta en épocas de crisis económica, como la de Alejandro en el 334 a. C. o la de Perseo en el 168 a. C., la monarquía no gravaba con impuestos a sus súbditos sino que recaudaba fondos a través de préstamos, que sus compañeros reales tenían que dar, o aumentaban el coste de los arrendamientos.
El rey podía conceder el atelíē (ἀτελίη), cuyo poseedor se veía exento de pagar impuestos. Alejandro se lo concedió a aquellas familias que tuvieron muertos durante la batalla del Gránico en mayo del 334 a. C., por lo que no tuvieron que pagar tributos de arrendamiento ni tasas comerciales.
Se obtenían ingresos extraordinarios gracias al pillaje, y el botín de guerra se repartía entre el rey y sus hombres. En tiempos de Filipo II y Alejandro el pillaje proporcionaba grandes sumas de dinero. Una parte considerable de los objetos de oro y plata obtenidos en las campañas de Europa y Asia se fundieron en lingotes y fueron enviados para acuñar monedas a Pella y Anfípolis, las cecas más activas del reino en aquella época: se estima que durante el reinado de Alejandro, Anfípolis acuñó cerca de 13 millones de tetradracmas de plata.
Excepto las propiedades del rey, la tierra de Macedonia era libre: los macedonios eran hombres libres y no pagaban impuestos por terrenos privados. Incluso los tributos extraordinarios que pagaban los atenienses en tiempos de guerra no existían. Hasta en épocas de crisis económica, como la de Alejandro en el 334 a. C. o la de Perseo en el 168 a. C., la monarquía no gravaba con impuestos a sus súbditos sino que recaudaba fondos a través de préstamos, que sus compañeros reales tenían que dar, o aumentaban el coste de los arrendamientos.
El rey podía conceder el atelíē (ἀτελίη), cuyo poseedor se veía exento de pagar impuestos. Alejandro se lo concedió a aquellas familias que tuvieron muertos durante la batalla del Gránico en mayo del 334 a. C., por lo que no tuvieron que pagar tributos de arrendamiento ni tasas comerciales.
Se obtenían ingresos extraordinarios gracias al pillaje, y el botín de guerra se repartía entre el rey y sus hombres. En tiempos de Filipo II y Alejandro el pillaje proporcionaba grandes sumas de dinero. Una parte considerable de los objetos de oro y plata obtenidos en las campañas de Europa y Asia se fundieron en lingotes y fueron enviados para acuñar monedas a Pella y Anfípolis, las cecas más activas del reino en aquella época: se estima que durante el reinado de Alejandro, Anfípolis acuñó cerca de 13 millones de tetradracmas de plata.

## Costumbres
Los adolescentes tenían una obligación iniciática que era la de matar un jabalí. Aquel que no lo hubiera hecho no merecía sentarse con los demás en los banquetes. En estos festines lo más natural era embriagarse y en la mayoría de los casos se armaban peleas. Cuando, por las circunstancias que fueran, un adolescente  no había matado aún a un enemigo, tenía la obligación de llevar una cuerda atada al cuerpo.

## Regiones

Mapa del Reino de Macedonia.

En el siglo V a. C., el reino se dividía en tres grandes regiones:
- La Alta Macedonia o Macedónide, que se extendía al este del monte Pindo, desde el lago Ocrida, hasta las fuentes del río Haliacmón. Comprendía una serie de «comarcas» que se identificaban con determinados ethne:
  - La Elimea, en el sureste, en el bucle del río Haliacmón y los confines de la Perrebea (habitada por periecos telalios).
  - La Oréstide, en el oeste, hacia el nacimiento del Haliacmón y el sur del lago Ocrida, fronteriza con las tribus ilirias.
  - La Eordea, que se extendía al norte del Haliacmón hasta el lago Vegorítida.
  - La Lincéstide o Lincestis, que estaba situada al noroeste del lago Ocrida y que limitaba la norte con Peonia.
- La Baja Macedonia se extendía desde las laderas meridionales del Olimpo hasta el río Axio. Era el área más rica y urbanizada y constituía el verdadero corazón del reino. La Baja Macedonia incluía a:
  - Pieria, que se comprendía el área desde el sur del Haliacmón, en la costa, hasta Tesalia.
  - La llanura de Ematia.
  - Botiea (o Botia), situada al sur de Ematia, llegaba hasta el golfo Termaico.
- Migdonia era una región que ocupaba el territorio entre el Axio y el Estrimón.